# Quartz
Quartz és un despoblat al comtat de Butte (Califòrnia) a una alçada de 262 peus (80 m). Encara apareixia als mapes el 1947. El lloc fou inundat per l'embassament del llac Oroville el 1968.